# Dasyleurotettix affinis
Dasyleurotettix affinis is een rechtvleugelig insect uit de familie doornsprinkhanen (Tetrigidae). De wetenschappelijke naam van deze soort is voor het eerst geldig gepubliceerd in 1922 door Bruner.